# Antonio Carvajal Milena
Antonio Carvajal Milena (Albolote, Granada, 1943) és un poeta i professor titular de mètrica a la Universitat de Granada.

## Biografia
Doctor en Filologia Romànica per la Universitat de Granada i acadèmic supernumerari de la Academia de Buenas Letras de Granada. És Director de la Càtedra Federico García Lorca i ha col·laborat amb nombrosos músics que han posat música als seus texts (Antón García Abril, Juan Alfonso García, Alberto García Demestres, José García Román, Gustavo Yepes i la cantautora Rosa León) i també amb diversos artistes plàstics amb els quals ha editat llibres, catàlegs i carpetes de serigrafies, fotografies i gravats. Va ser director de l'Aula de Poesia de la Universitat de Granada i editor de les col·leccions Suplementos de pliegos de vez en cuando i Corimbo de poesia i des de 1990 dirigeix la Colección Genil de literatura de la Diputació Provincial de Granada. Compta amb els premis Ciutat de Baeza (1987), Andalusia de la Crítica, de la Crítica de Poesia en castellà (1990), Villa de Madrid, Francisco de Quevedo i Nacional de Poesia 2012. És considerat un dels poetes més grans de l'actual poesia castellana contemporània i el més cabalós i infatigable de l'anomenada Generació del 70. Els seus llibres han estat destacats com els més intensos i personals que han aparegut en les últimes dècades.
Notable renovador de la tradició poètica andalusa, artífex d'una versificación depurada i innovadora, ha seguit fidelment, des del seu primer poemari, la línia de la poesia barroca. Aquesta fidelitat no només s'ha mantingut quant a la utilització dels recursos tècnics (a Carvajal li agrada usar les combinacions estròfiques més complicades i les figures retòriques més evidentment quevedianas i gongorinas), sinó també quant a diversos plantejaments del contingut, que es caracteritza per una celebració -amb profunda arrel filosòfica- de la vida i de l'"amor còsmic". No obstant això, s'ha d'assenyalar que des de mitjan 80 la poesia d'Antonio Carvajal –sense abandonar per complet les estructures cultes ja esmentades- s'expressa també en mòduls de la poesia popular. Al novembre de 2012 ha estat guardonat amb el Premi Nacional de Poesia que concedeix el Ministeri d'Educació, Cultura i Esport del Govern d'Espanya per distingir l'obra d'autor espanyol escrita en qualsevol de les llengües oficials i editada en 2011, per l'obra Un girasol flotante, el premi inclou una dotació econòmica de 20.000 euros per al guanyador. Per aquest llibre també ha aconseguit el Premi Andalusia de la Crítica en la modalitat de Poesia.

## Obres

### Poemes
- Tigres en el jardín. Madrid-Barcelona: Ciencia Nueva, 1968. Col. "El Bardo".
- Serenata y navaja. Barcelona: Saturno, 1973. Col. "El Bardo".
- Casi una fantasía. Granada: Universidad de Granada, 1975. Col. "Silene".
- Siesta en el mirador. San Sebastián. Ediciones Vascas, 1979. Col. "Ancia".
- Sitio de ballesteros. Madrid: La Ventura, 1981.
- Sol que se alude. En Extravagante jerarquía (1958-1982). Madrid: Hiperión, 1983.
- Del viento en los jazmines. Madrid: Hiperión, 1984.
- Noticia de setiembre. Córdoba: Antorcha de Paja, 1984.
- De un capricho celeste. Madrid: Hiperión, 1988.
- Testimonio de invierno. Madrid: Hiperión, 1990.
- Silvestra de sextinas. Madrid: Hiperión, 1992. Col. "Los cuadernos de la Librería Hiperión".
- Miradas sobre el agua. Madrid, Hiperión, 1993.
- Raso, milena y perla. Valladolid: Fundación Jorge Guillén, 1996.
- Alma región luciente. Madrid: Hiperión, 1997.
- Con palabra heredada. Córdoba: Cajasur, 1999. Col. "Los cuadernos de Sandua".
- Los pasos evocados Madrid: Hiperión, 2004.
- Diapasón de Epicuro. Huelva: Fundación el Monte, 2004. Col. "Cuadernos literarios La Placeta".
- Una canción más clara. Palencia: Simancas ediciones, 2008. Col. "El Parnasillo".
- Cartas a los amigos. Málaga: Publicaciones de la antigua imprenta Sur, 2009. Col. "El castillo del inglés".
- Pequeña Patria Huida. Valladolid, 2009. Col. "Maravillas concretas, n.º1". Dedicado a Jesús García Calderón
- Un girasol flotante. Oviedo, 2011.

### Compilacions d'obres i antologies (selecció)
- Extravagante jerarquía (1968-1981). Madrid: Hiperión, 1983. Inclou: Tigres en el jardín, Serenata y navaja, Casi una fantasía, Siesta en el mirador, Sol que se alude (inédito hasta su publicación aquí), Sitio de ballesteros.
- Poemas de Granada. Granada: Ayuntamiento de Granada, 1991.
- Una perdida estrella (Antología). Madrid: Hiperión, 1999. Selección y estudio previo de Antonio Chicharro.
- Columbario de estío. Granada: Diputación provincial, 1999. Inclou: Con palabra heredada, Noticia de septiembre y Silvestra de Sextinas.
- Tigres en el jardín. / Casi una fantasía. Madrid: Hiperión, 2001.
- El corazón y el lúgano (Antología plural). Granada: Universidad de Granada, 2003. Edición y coordinación de Antonio Chicharro. Estudio métrico preliminar de José Domínguez Caparrós. Estudio y selección de los distintos poemarios a cargo de Pilar Celma, José Enrique Martínez Fernández, Joëlle Guatelli Tedeschi, Antonio Sánchez Trigueros, Manuel Urbano, Jesús Munárriz, Rosa Navarro, Francisco Castaño, Manuel Ángel Vázquez Medel, Sergio Sciacca, Genara Pulido, Francisco Díaz de Castro, Antonio Piedra, Emilio Lledó, Claudio Cifuentes, Elsa Dehennin, Juan Carlos Fernández Serrato.
- El nardo en tus ventanas. Antología. Albolote: Ayuntamiento de Albolote, 2004. Prólogo y selección de Dionisio Pérez Venegas. Edición no venal.
- Vista de Badajoz al amanecer. Dedicado al pintor Francisco Pedraja Muñoz. Revista literaria Ínsula, 1970.
- Todo es poesía en Granada. Panorama poético (2000-2015). José Martín de Vayas (antólogo). Granada: Esdrújula Ediciones, 2015.

### Obres per escena
- Mariana en sombras (secuencia lírica en un acto). Sevilla: Point de lunettes, 2002.
- Don Diego de Granada. Málaga: e.d.a. libros, 1994.

### Assaig
- De métrica expresiva frente a métrica mecánica (1995)
- Metáfora de las huellas (estudios de métrica). Granada: Jizo, 2002
- Poética y poesía. Madrid: Fundación Juan March, 2004.
- Vuelta de paseo. Artículos de periódico 1990-2003. Sevilla: Point de Lunettes-Junta de Andalucía, 2009. Col. "Andalucía y la prensa".

### Traduccions a altres idiomes
- Rapsodia Andalusa (Antologia di liriche scelte, tradotte e curate da Rosario Trovato). Santa Maria de Licodia: Il Fauno, 1994.
- Winter Testimony. Granada: Método, 1997. Traducción de J.L. Vázquez y E. Vázquez.
- Soul Shining Region. Granada: Método, 1998. Traducción de J.L. Vázquez y D. Sumpter.
- Si proche de Grenade. Paris: Seghers, 2005. Antología bilingüe francés-español. Traducción a cargo de un equipo de traductores coordinados por Joëlle Guatelli Tedeschi. Traducción supervisada por Claude Couffon.